# Bernhard Kaewel
Bernhard Kaewel (* 2. Dezember 1862 in Schlobitten; † 8. April 1917 in Oberweistritz bei Schweidnitz) war ein deutscher Politiker.

## Leben
Als Sohn eines Rendanten geboren, studierte Kaewel nach dem Besuch des Gymnasiums in Gumbinnen Rechtswissenschaften in Berlin, Bonn und Königsberg. Während seines Studiums wurde er 1883 Mitglied der Burschenschaft Alemannia Bonn. Nach Examen und Referendariat arbeitete er von 1893 bis 1894 als Rechtsanwalt in Hameln und wurde dann bis 1905 Bürgermeister von Ruhrort. Nachdem er sich zu wissenschaftlichen Studien einige Zeit in Berlin aufgehalten hatte, wurde er 1907 Bürgermeister und 1908 Oberbürgermeister von Schweidnitz. Er war Oberleutnant der Landwehr-Infanterie.

## Ehrungen
- Roter Adlerorden, 4. Klasse
- Kronenorden, 4. Klasse